# Pascal Grünwald
Pascal Grünwald (Innsbruck, 13 novembre 1982) è un ex calciatore austriaco, di ruolo portiere.

## Palmarès

### Club

#### Competizioni nazionali
- Campionato austriaco: 1

Austria Vienna: 2012-2013